# يوكي أيزو
يوكي أيزو (باليابانية: 会津 雄生) (مواليد 1 أغسطس 1996) هو لاعب كرة قدم ياباني.

## وصلات خارجية
- يوكي أيزو على موقع الاتحاد الدولي (مؤرشف)  (الإنجليزية)
- يوكي أيزو على موقع رابطة كرة القدم اليابانية للمحترفين (اليابانية)
- يوكي أيزو على موقع قاعدة بيانات كرة القدم.إي يو (الإنجليزية)
- يوكي أيزو على موقع Soccerway.com (الإنجليزية)
- يوكي أيزو على موقع عالم كرة القدم.نت (الإنجليزية)